# Woodstock 1999
Woodstock 1999 è stato un festival musicale tenutosi nella località statunitense di Rome nello stato di New York dal 22 al 25 luglio 1999, in celebrazione dell'originale festival tenutosi nel 1969 a Bethel. Tra i partecipanti vi furono James Brown, Limp Bizkit, The Offspring, Rage Against the Machine, Korn, Creed, Red Hot Chili Peppers, Bush, Elvis Costello, Megadeth, Jewel, Alanis Morissette e Metallica. Il festival durò quattro giorni e l'affluenza di pubblico fu approssimativamente di 400 000 persone. Fu organizzato da Michael Lang e John Scher.
Lo svolgimento fu turbato da alcuni gravi incidenti che causarono un cospicuo numero di feriti e da aggressioni sessuali verso molte delle ragazze e donne presenti.
Da esso è stata tratta la compilation omonima Woodstock 1999.
L'emittente MTV acquisì i diritti per la messa in onda dell'evento, che fu visibile in pay-per-view al prezzo di $ 29,95 per un giorno o $ 59,95 per le tre giornate. L'evento si avvalse di una macchina commerciale senza precedenti, con un numero elevato di sponsor. Il biglietto per l'ingresso fu di $150.
Nel 2021 è uscito il documentario Woodstock 99: Peace, Love, and Rage che narra degli incidenti e dei problemi organizzativi che caratterizzarono l'evento.
Nel 2022 è stata distribuita sulla piattaforma di streaming Netflix la docu-serie in tre parti Trainwreck: Woodstock '99.

## Location

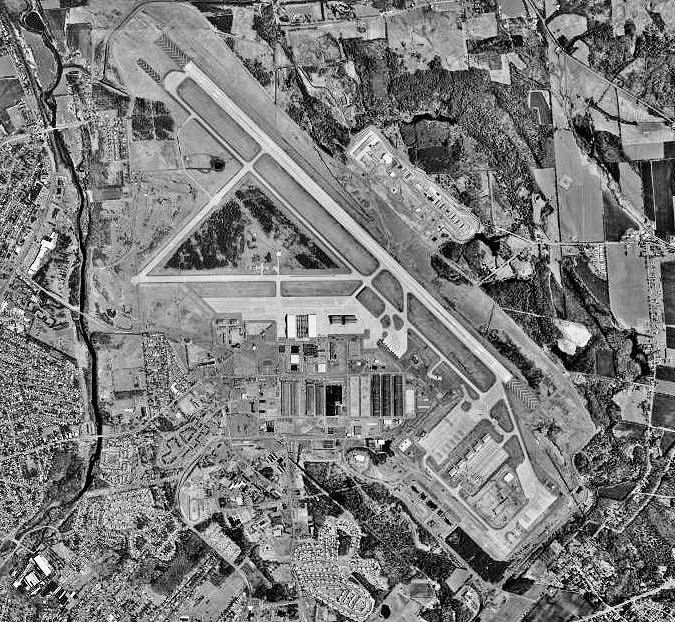
Foto aerea della Griffiss Air Force Base nel 1997

Il concerto si tenne nella zona orientale di Rome, New York, presso l'ex Griffiss Air Force Base. La base dell'Aeronautica Militare era stata dismessa quattro anni prima, ed era stata convertita in un parco commerciale e tecnologico.

## Artisti partecipanti
- Alanis Morissette[8]
- Big Sugar[9]
- Bruce Hornsby[8]
- Buckcherry[8]
- Bush[8]
- The Chemical Brothers[8]
- Collective Soul[9]
- Creed featuring Robby Krieger[8]
- Dave Matthews Band[8]
- DMX[8]
- Elvis Costello[8]
- Everclear[8]
- Everlast[8]
- Fatboy Slim[9]
- G. Love & Special Sauce[8]
- George Clinton & the P.Funk All-Stars[9]

- Godsmack[8]
- Güster[8]
- Ice Cube[9]
- Insane Clown Posse[10]
- James Brown[9]
- Jamiroquai[8]
- Jewel[8]
- John Entwistle[9]
- Kid Rock[8]
- Korn[8]
- Limp Bizkit[8]
- Lit[8]
- Live[8]
- Megadeth[8]
- Metallica[8]
- Mickey Hart/Planet Drum[9]

- Mike Ness[9]
- Moby[9]
- The Offspring[8]
- Oleander
- Our Lady Peace[8]
- Rage Against the Machine[8]
- Red Hot Chili Peppers[8]
- The Roots[8]
- Rusted Root[8]
- The Brian Setzer Orchestra[8]
- Sevendust[8]
- Sheryl Crow[8]
- The Tragically Hip[9]
- The Umbilical Brothers
- Willie Nelson[9]
- Wyclef Jean con Refugee Allstars[11]

Nessun gruppo che partecipò alla manifestazione del 1969 prese parte all'edizione del 1999 tranne John Entwistle, bassista degli Who, e Mickey Hart, batterista dei Grateful Dead, che partecipò con il suo gruppo Planet Drum. Jeff Beck avrebbe dovuto prendere parte al festival, ma cancellò la sua presenza per motivi non specificati dovuti a impegni vari. Robby Krieger, chitarrista originale dei Doors, fu un'aggiunta a sorpresa al set dei Creed, insieme ai quali eseguì Roadhouse Blues. Anche i Foo Fighters avrebbero dovuto esibirsi, ma rinunciarono per terminare la lavorazione dell'album There Is Nothing Left to Lose, e per la defezione del chitarrista Franz Stahl dalla band.

## Problemi organizzativi
Un caldo opprimente con temperature che raggiunsero i 39° e condizioni organizzative negligenti afflissero il festival sin dall'inizio. In aggiunta il sito scelto, una ex base militare, mancava di ombra fornita dagli alberi. I palchi est ed ovest erano distanti 3.7 km, costringendo gli spettatori del festival a lunghe camminate sotto al sole. Non c'erano abbastanza spazi verdi e zone d'ombra nell'area riservata ai camper per permettere ai campeggiatori di montare le tende, e molti si accamparono sull'asfalto rovente.
Una volta dentro, passati i controlli all'entrata, gli spettatori venivano accolti da stand che vendevano bevande e cibo a prezzi molto alti (una bottiglietta d'acqua naturale costava 4 dollari). In alternativa, i partecipanti al festival, dopo code estenuanti, potevano dissetarsi ai lavandini dei bagni, che però erano spesso malfunzionanti o rotti da quelli che li avevano usati per lavarsi. Durante le loro esibizioni, Kid Rock e Wyclef Jean incitarono il pubblico a gettare bottigliette di plastica sul palco, che fu letteralmente invaso dalla spazzatura. Gli Insane Clown Posse durante il loro concerto, gettarono banconote da 100 dollari al pubblico, scatenando risse incontrollate per accaparrarsele.
Il numero dei bagni pubblici si rivelò insufficiente per l'affluenza di pubblico. In breve tempo, bagni e docce andarono fuori uso o furono distrutti per frustrazione, causando piccoli allagamenti. A causa del caldo molti partecipanti provarono a trovare refrigerio gettandosi nel fango mescolato ai liquami.

## Incidenti
Violenze e vandalismi si verificarono durante e dopo l'esibizione di sabato sera dei Limp Bizkit; alcuni spettatori si misero a strappare il compensato dalle pareti di una torre radio durante la performance della canzone Break Stuff. Furono riportati casi di numerose molestie sessuali e vari stupri al termine del concerto. Il più emblematico di questi tristi episodi accadde durante il concerto di Fatboy Slim, all'interno di un minivan che qualcuno riuscì a rubare e a guidare fino in mezzo alla folla. La scoperta dello stupro avvenne solo perché lo staff della sicurezza interruppe il concerto per prendere il controllo del veicolo e portarlo fuori dall'hangar dove si tenne l'esibizione.
Il cantante della band, Fred Durst, venne criticato per avere aizzato i fan a scatenarsi e rompere tutto durante il concerto. Durante l'esecuzione della canzone Nookie Durst esclamò dal palco: «È ora di lasciarvi andare, perché non ci sono fottute regole là fuori». Nel corso di un'intervista successiva, Durst disse: «Non ho visto nessuno farsi male. Non lo vedi. Quando sei su un palco davanti a una marea di gente, e senti la tua musica, come si aspettano che vediamo se sta succedendo qualcosa di brutto?». La violenza aumentò la serata seguente durante le esibizioni dei Red Hot Chili Peppers sul palco orientale e dei Megadeth su quello occidentale.
Un gruppo di addetti alla sicurezza aveva distribuito tra il pubblico delle candele per organizzare una veglia a lume di candela da tenersi durante l'esecuzione della canzone Under the Bridge da parte dei Chili Peppers. Verso la fine dell'esibizione la folla accese le candele, e qualcuno le usò per accendere dei falò. Centinaia di bottiglie di plastica vuote che erano disseminate lungo l'area del prato alimentarono l'incendio, che si diffuse velocemente verso la fine degli spettacoli. Quando il gruppo finì di suonare, il pubblico venne informato che si era verificato "un piccolo problema": una torre radio aveva preso fuoco e si era reso necessario chiamare i pompieri per estinguere le fiamme.
Tornato sul palco per il bis, il cantante dei Red Hot Chili Peppers Anthony Kiedis disse quanto magnifiche sembrassero le fiamme dal palco, paragonandole al film Apocalypse Now del 1979. Quindi il gruppo cominciò a suonare Sir Psycho Sexy, seguita da una reinterpretazione del brano Fire di Jimi Hendrix. Successivamente Kiedis affermò che la canzone Fire era appunto un omaggio a Hendrix e non intendeva incitare la folla a innescare gli incendi.
Molti grandi e alti falò stavano bruciando prima che la band lasciasse il palco per l'ultima volta. Il pubblico ballava in cerchio attorno ai fuochi. Alla ricerca di altro carburante, alcuni strapparono dei pannelli di compensato dalla recinzione perimetrale. I bancomat furono ribaltati e scassinati, rimorchi pieni di merci e attrezzature furono forzati e svaligiati, e gli stand abbandonati dei venditori furono ribaltati e incendiati.
MTV, che stava coprendo l'evento dal vivo in diretta, fece evacuare il suo intero staff per ragioni di sicurezza. Il conduttore di MTV Kurt Loder descrisse la scena a USA Today:
Alla fine, per ristabilire l'ordine ed evitare che la situazione degenerasse ulteriormente, furono chiamate sul posto ingenti forze di polizia. Fu creato un cordone di sicurezza per disperdere la folla e spingerla lontano dai palchi. Pochi opposero resistenza e il pubblico cominciò a defluire verso l'uscita.
Furono denunciati alla polizia quattro casi di stupro avvenuti durante il concerto. Almeno altri cinque stupri e numerose molestie sessuali furono riportate alle autorità, sebbene delle 44 persone arrestate a Woodstock '99, solo una fu denunciata per violenze sessuali. Testimoni oculari riferirono di una ragazza che stava facendo surf sulla folla che fu tirata giù e violentata da diversi individui durante l'esibizione dei Limp Bizkit. Un volontario riportò inoltre di avere assistito a un altro stupro di gruppo durante il concerto dei Korn. Circa 12 rimorchi, un pulmino, e una serie di cabine e servizi igienici portatili furono danneggiati dall'incendio. Sei persone rimasero ferite nella mischia. Un uomo di nome David DeRosia, a causa della disidratazione collassò tra il pubblico durante l'esibizione dei Metallica; dopo essere entrato in coma, morì alle 12:09 del 26 luglio.

## Conseguenze
Ad oggi Woodstock '99 è ricordato come il peggior evento musicale della storia. Al di là della pessima organizzazione - finalizzata più ad incassare soldi e a dare visibilità agli sponsor - a rendere l'evento incandescente fu il comportamento dei fan che parteciparono al concerto.
Nel documentario Woodstock 99: Peace, Love, and Rage, in cui si prova a spiegare il perché di questa violenza estrema, ci si è soffermati sulla cultura della Generazione X sul finire degli anni '90: l'arrivo di internet, del file sharing illegale, i nuovi gusti musicali e la rapida circolazione di materiale pornografico furono i primi fattori messi sul piano. Ne veniva fuori il quadro di una gioventù ben diversa da quella del 1969. Veniva sottolineato il successo di generi quali rap, nu metal e hard rock, caratterizzati da un sound molto duro e aggressivo. A questo si aggiunge l'esibizionismo e la trasgressione: durante i tre giorni del festival molte ragazze si facevano vedere in topless e alcuni uomini venivano immortalati completamente nudi (compreso Flea dei Red Hot Chili Peppers che suonò sul palco senza vestiti).